# Kamera
Kamera je optična naprava za zajem in shranjevanje slik ali videoposnetkov. Vse kamere so v osnovi zgrajene iz zatemnjene kamre, v katero vstopi svetloba skozi odprtino s sistemom leč in pade na svetlobno občutljivo površino, ki deluje kot fotografski medij. Mehanizem zaklopa nadzoruje čas osvetlitve. Večina sodobnih kamer ima iskalo, ki prikazuje prizor, ki bo posnet, ter načine za nastavljanje ostrenja, globinske ostrine in hitrosti zaklopa.
Beseda kamera izvira iz izraza camera (obscura), dobesedno »zatemnjena soba«. Camera obscura je predhodnik sodobnih kamer, optična naprava ali prostor za prikazovanje slik skozi špranjo na steno ali platno. V 19. stoletju je bil izumljen postopek za zajem slike s svetlobno občutljivimi kemikalijami in fiksacijo, tehnološki napredek je tekom 20. stoletja napravil fotografijo dostopno skoraj vsakomur. Nastala je široka paleta izvedenk kamer, vključno z videokamerami, ki snemajo slike v hitrem zaporedju, kar ob predvajanju ustvari iluzijo gibanja. V začetku 21. stoletja je na tem področju prevladala digitalna tehnika, ki temelji na tipalih CCD.